# Desmacella alba
Desmacella alba är en svampdjursart som först beskrevs av Wilson 1904.  Desmacella alba ingår i släktet Desmacella och familjen Desmacellidae. Inga underarter finns listade i Catalogue of Life.